# 卡泰氏銀口天竺鯛
卡泰氏銀口天竺鲷（學名：Jaydia catalai），為輻鰭魚綱鈎頭魚目天竺鯛科銀口天竺鲷屬下的一個種，分布於中西太平洋新喀里多尼亞海域，深度0至15公尺，本魚體呈橢圓形，體稍側扁，頭大、眼大、口大且斜裂，頜齒細小，體色灰色，眼睛黃色，背鰭2個，尾鰭截形，體長可達5.4公分，棲息珊瑚礁區，夜間活動，屬肉食性，繁殖期時，雄魚具有口孵習性，卵約7日化成仔魚，由雄魚吐出，具短暫的仔魚飄浮期，生活習性不明。